# Шарлатова імперія
«Багряна імперія», або «Багряна імперія» (англ. The Scarlet Empire) — роман-антиутопія, написаний Дейвідом Макліном Паррі, політична сатира, вперше опублікована 1906 року. Ця книжка була одним із елементів великої хвилі утопічної та антиутопічної літератури, яка характеризувала кінець ХІХ та початок ХХ століть.

## Короткий зміст сюжету

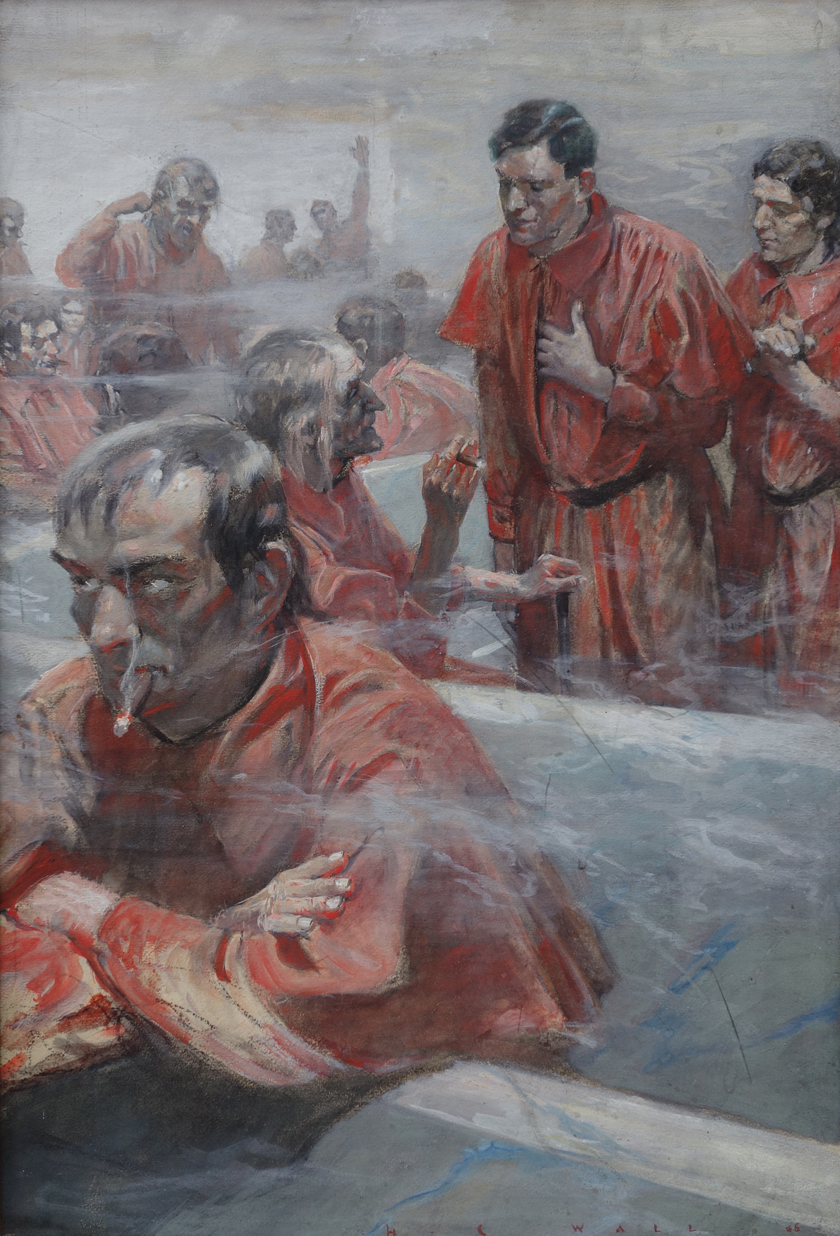
«Усміхом і поклоном я привітав стару відьму», оригінальна ілюстрація олійного живопису до «Багряної імперії» Германа С. Волла (1875—1919), розділ 14, стор. 140

Джон Вокер — молодий американський соціаліст, активний і відданий справі. Проте його особиста бідність і повільний розвиток його справи залишають його в розчаруванні. У нападі депресії він вирішує покінчити життя самогубством шляхом утоплення: він кидається з «довгого пірсу… який називається Променад самогубців» на Коні-Айленді. Джон втрачає свідомість, але його оживляє чоловік у дивному водолазному костюмі; Вокер спочатку сприймає його як риболюдину. Насправді чоловік — хірург, який займається дослідженнями; він пояснює Вокеру, що вони знаходяться в Атлантиді, на дні моря, і дає американцю побіжне пояснення природи атлантичного суспільства (він не може багато говорити; атланти обмежені тисячею слів мови на день, що вимірюються «вербометрами», які вони носять).
Соціалістична література, знайдена в кишенях Вокера, наводить владу Атлантиди на думку, що Вокер може бути прийнятним для їхнього режиму (кілька інших американців проникали в Атлантиду в минулому, хоча на момент прибуття Вокера там не було нікого з поверхні Землі). Американця поселяють у казарму, а лікаря, який її обслуговує, призначають його провідником у всьому, що стосується атлантів (і дають дозвіл говорити більше 1000 слів на день). Разом хірург і лікар стають найближчими супутниками Вокера в його новому житті. Люди куполоподібного міста одягаються в червоне, їхні будівлі і навіть сигари, які вони курять, такого ж кольору, що дало назву їхньому суспільству — «Багряна імперія».
Спочатку Вокер (або громадянин № 489 ADG, як його називають) радий, що прокинувся в соціалістичній державі; але його ентузіазм швидко зникає, коли він відчуває примхливу ірраціональність і нестатки життя в умовах диктатури пролетаріату. Незабаром він дізнається, що його провідник, лікар, поділяє його відразу до життя Атлантиди. Вокер зустрічає і швидко закохується в красиву молоду жінку, № 7891 OCD; оскільки вона не має імені, він називає її Астрея — «остання богиня неба, яка відвідала землю». Проте він вражений, дізнавшись, що його нове кохання засуджується як «атавар» (від «атавізм»), реакційна індивідуалістка, інакодумиця, яка не може або не хоче підкорятися диктату суспільства. У такому вигляді вона потрапляє в божевільню (ще одне передчуття радянських часів). Атаварам дають шанси пристосуватися; непокірних віддають на поживу кракену під куполом Атлантиди, у церемонії, що нагадує християнську смерть у Колізеї стародавнього Риму. Сюжет швидко переходить у боротьбу Вокера, щоб врятувати Астрею та втекти назад на поверхню.
Атланти зберігають усе, що вони знаходять на поверхні, у своїй Залі цікавинок: від фігурок кораблів і затоплених книг до величезних куп коштовностей і золотих монет. Під час своєї дослідницької роботи хірург натрапляє на затонулий мініатюрний підводний човен; Вокер і лікар вирішують використати судно для втечі. Їхній план зазнає краху, коли Вокера ловлять на зв'язку з ув'язненою Астреєю; обох засуджують до поїдання кракеном. Проте герою та його друзям вдається здійснити напружену втечу від атлантів. Вокер, Астрея, лікар і хірург відпливають на своєму підводному човні, навантаженому скарбами, і в сутичці з агресивним кракеном випускають торпеду, яка вбиває чудовисько, а також пробиває купол Атлантиди, знищуючи місто.
Вокер і його друзі досягають суші. Завдяки величезному багатству (привласненому скарбу атлантів) їм вдається прокласти собі шлях в індивідуалістичному капіталістичному світі. Хірург і лікар досягають успіхів у науці та медицині; Астрея і Вокер живуть у довгому щасливому шлюбі. Після її смерті Вокер пише історію їхньої пригоди.

## Основні теми

### Жанр
Утопічні романи епохи Паррі регулярно виступали за соціалістичне вирішення світових проблем; «Погляд назад» (1888) Едварда Белламі була найвідомішою книгою цього типу, хоча їх було набагато більше. Інші автори, однак, виступили проти цієї соціалістичної літератури; письменники більш консервативної та капіталістичної орієнтації писали, щоб протистояти лівим тенденціям утопістів, таких як Белламі, і створювали антиутопії та сатири. Паррі створив свою «Червону імперію» саме в цьому сатирично-антиутопічному ключі; він використовував давню історію про Атлантиду, щоб зобразити свою концепцію недоліків соціалістичної держави, яку він назвав «соціал-демократією».

### Автор і його політика
Девід Паррі (1852—1915) був бізнесменом за фахом, який деякий час був президентом Національної асоціації промисловців. Його політичні, економічні та соціальні орієнтації були капіталістичними, ворожими до соціалізму та робітничого руху його покоління. Його попередні політичні погляди чітко простежується в «Баграній імперії». Його твердження, що «перший принцип» соціалізму полягає в тому, що «сила породжує право» заперечили б не лише ліві, але й багато хто в центрі політичного спектру. Паррі так характеризує капіталістичну систему, яку він підтримує: «Хоч деякі можуть отримати більше матеріального комфорту, ніж інші, але ніхто не голодує, і сильні вчаться проявляти милосердя до слабких». Це опис, який не пройшов би повсюдно беззаперечно. Свого часу Паррі саркастично називали одним з «останніх доблесних переможців соціалістичного дракона».
У книзі Паррі уявляє, що атланти повертаються до звичок деяких ранніх демократій стародавньої Греції, в яких деякі державні посади призначалися громадянам за жеребом. Фактично, в Атлантиді всі професії розподіляються за жеребом; хтось стає фермером, або інспектором, або займає будь-яку іншу роботу чи професію, чисто випадково.
Американський герой Пері здивований, що потрапив до законодавчого органу атлантів, Ворунка, вочевидь, завдяки випадковості. Це похмура робота, яка нікому не потрібна, і він розважається там, створюючи ще більш абсурдні закони (хропіння оголошено злочином, що карається смертю). Він швидко дізнається, що люди, які керують Атлантидою, корумповані та корисливі, і порушують основні принципи атлантської рівності, щоб втамувати власну жагу до влади.

### Атлантида
Після надзвичайно популярної книги Ігнатіуса Доннеллі «Атлантида: світ до потопу» (1882) багато романістів обрали Атлантиду місцем дії своїх художніх творів. Книга Паррі показує вплив Доннеллі: він зображує стародавніх фінікійців, ацтеків та інків як відгалуження цивілізації Атлантиди.
Ці романи про Атлантиду часто були пригодницькими оповіданнями та романами, дія яких відбувалася в стародавньому світі, як-от «Загублений континент» Чарльза Джона Каткліффа Райта Гайна (1899); інші, як-от «Безодня Маракота» (1929) Артура Конан Дойла, відбуваються в сучасному світі й передбачають виживання Атлантиди протягом наступних тисячоліть. Паррі застосував останній підхід; його Атлантида зберігалася протягом тисячоліть як підводне місто. Протягом останніх століть вона відкинула свою давню і традиційну монархію заради «соціал-демократії».
Однак головна мета Паррі не в тому, щоб створити чітко організовану вигадку, як це міг би зробити письменник-фантаст; він навіть не намагається дати правдоподібне пояснення виживанню Атлантиди. Він також не намагається пояснити, як його сучасний американський герой може говорити і читати тією ж мовою, що й атланти. Паррі зосереджується на полемічних та сатиричних цілях своєї книги.

### Сатира
Паррі використовує легенду про атлантів, щоб засудити пропаганду соціалізму, яка була поширена в його власну епоху. Паррі писав, коли Американська федерація праці досягала все більшого успіху в організації американських робітників; АФП використовувала так званих «ходячих делегатів» для перевірки діяльності профспілок і забезпечення виконання своїх контрактів з виробниками. У своєму романі Паррі представляє «Федерацію праці Атлантиди», яка стає настільки потужною, що домінує над демократичним урядом Атлантиди, а потім нав'язує свою крайню прихильність до «рівності» робітників усьому суспільству. На його думку, такий тип держави придушує всі індивідуальні права і нав'язує своїм громадянам-жертвам руйнівний і нелюдський конформізм.
Для Паррі суспільство Атлантиди нагадує величезну в'язницю. Паррі писав свій твір до більшовицької революції 1917 року; він взяв за взірець царську Росію і прецедент того, якою буде його соціалістична держава-в'язниця. Проте, Паррі зробив кілька напрочуд передбачливих прогнозів щодо ексцесів марксистсько-ленінського комунізму. Його атланти одягаються в похмуре вбрання унісекс, подібне до костюма Мао, який використовували китайці в епоху маоїзму. Він зображує сільське господарство атлантів примітивним і неефективним, як і російське сільське господарство за радянських часів. Атланти вдаються до крайнощів, щоб забезпечити всім однакову кількість їжі, нехтуючи при цьому очевидною стратегією — намагатися виробляти більше їжі (у результаті середньостатистичний недоїдаючий чоловік-атлант має зріст п'ять футів і важить 110 фунтів).
Атлантида Паррі не покладається на таємну поліцію, як царська Росія та пізніші тоталітарні суспільства; шпигуни та силовики працюють відкрито, як «інспектори» (наступники «гуляючих делегатів» у стилі АФП). У його Атлантиді чверть працівників — інспектори. Є відділи інспекторів сну, інспекторів часу, інспекторів ванн, інспекторів кулінарії та багато інших. Паррі розглядає постійну проблему того, хто спостерігає за спостерігачами?, з відділом інспекторів інспекторів—та відділом інспекторів інспекторів інспекторів.
В «Атлантиді» Паррі особисті імена були замінені буквено-цифровими позначеннями. Держава класифікує своїх громадян за системою, яка починається з головного індексу. Проте поділ людей на два класи брахікефалів і доліхокефалів викликає невдоволення, оскільки він заперечує головну цінність рівності. Атлантичний режим працює над тим, щоб подолати цю основну відмінність: «щоб досягти більшої рівномірності довжини голови, спробували застосувати тиск на голови дітей, але результати, на жаль, невтішні». Натомість держава створює більшу фізичну рівність через євгеніку. Шлюб визначається державною функцією, без особистого вибору: високі люди поєднуються з низькими, привабливі з потворними тощо, щоб створити більш однорідних і стандартних атлантів.
Значна частина сатири Паррі зосереджена на надмірностях держави атлантів у їхніх спробах забезпечити рівність. Зрештою, законодавчі збори атлантів ухвалюють законопроекти «Про необхідність використання лівої руки так само, як і правої» та «Про рівне використання верхньощелепних м'язів з обох боків рота під час пережовування їжі».

## Прийом і вплив
Перші відгуки про «Багряну імперію» Перрі були зумовлені її політикою: консервативним або основним рецензентам вона подобалася, тоді як ліві читаці були набагато критичніші. В одному прикладі The Craftsman, періодичне видання руху Американський майстер Густава Стіклі, назвало твір «гротескним» і «грубим романом».
Хоча Паррі не був професійним письменником, його книга напрочуд гарно сприймалася читацтвом (у цьому вимірі її можна порівняти з тогочасним твором Бредфорда Пека «Всесвітній універмаг»). Паррі уявляє, що Атлантида нагрівається й освітлюється силою радію, і спогади описує його «миготливе» світло. Йому добре вдається до похмурої величі держави Атлантиди, як коли Вокер вперше бачить повний масштаб міста:
Це було так, ніби ми увійшли до якогось величезного собору... Я дивився вниз на титанічні колони, які здіймалися до купола незмірної висоти. Від кожної колони тягнулася лінія світла - сяюча лоза, що в'юнилася вгору, аж поки її блиск не стискався до нитки і не губився у високому повітрі. Купол ледь-ледь підсвічували ліхтарі, що кидали проміння, наче далекі зорі... і в цьому напівсвітлі колони мерехтіли, наче кольоровий мармур, і тьмяно віддзеркалювалися в гладенькій, блискучій підлозі могутніх нефів. Через певні проміжки часу поперек того краєвиду, на який я дивився, пролягали канали, з яких лилися потоки світла, і ці канали, як я згодом дізнався, були вулицями Атлантиди. У дитячих мріях я часто уявляв собі морські печери з кришталевими стінами і неосяжними просторами, але жодна з моїх фантазій не могла зрівнятися з реальністю, яка зараз стояла переді мною.
Дійсно, Джон Клют і Джон Грант у своїй «Енциклопедії фентезі» припускають, що роман, можливо, був написаний письменниками-привидами. Проте «Багряна імперія» жила довше, ніж багато популярних романів. Частково це сталося завдяки його гумору та ефективній оповіді, а частково завдяки ефективній пропаганді капіталістичних інтересів (роман був опублікований в American Industries, журналі Національної асоціації виробників). Книга пройшла кілька видань; ще в 1954 р. Лайон Спрег де Кемп назвав її «добре відомою» роботою.
Нове видання книги Паррі було здійснене в 2001 році Southern Illinois University Press.